# 89. pr. Kr.
◄ | 2. stoljeće pr. Kr. | 1. stoljeće pr. Kr. | 1. stoljeće | ►
◄ | 110-ih pr. Kr. | 100-ih pr. Kr. | 90-ih pr. Kr. | 80-ih pr. Kr. | 70-ih pr. Kr. | 60-ih pr. Kr. | 50-ih pr. Kr. | ►
◄◄ | ◄ | 92. pr. Kr. | 91. pr. Kr. | 90. pr. Kr. | 89 pr. Kr. | 88. pr. Kr. | 87. pr. Kr. | 86. pr. Kr. | ► | ►►
Astronomija

## Događaji

### Rimska republika
- Konzuli: Gnej Pompej Strabon i Lucije Porcije Katon
- Saveznički rat:
  - Rimske snage pod vodstvom Lucija Porcija Katona porazili su italski pobunjenici u bitci kod jezera Fucine, Katon je ubijen.
  - Rimska vojska Gneja Pompeja Strabona odlučno pobjeđuje pobunjenike u bitci kod Asculuma.
- Lex Plautia Papiria produljuje državljanstvo svim Talijanima koji su ga zatražili u roku od 60 dana. Novi građani su upisani u osam određenih plemena, kako bi se spriječila dominacija nad skupštinama.
- Lex Pompeia daje latinska prava gradovima u Cisalpinskoj Galiji.
- Pompeji su pripojeni Rimskoj Republici.
- Ciceron završava službu u rimskoj vojsci.

### Mala Azija
- Mitridat VI. od Ponta napada Bitiniju i Kapadokiju čime započinje Prvi mitridatski rat.

### Xiongnu
- Bivši Hanski general Li Guangli, sada zet Hulugua Chanyua, uhićen je i žrtvovan bogovima kako bi vratio zdravlje Huluguovoj majci.[1]

## Rođenja
Carica Shangguan, supruga cara Zhaoa od Hana († 37. pr. Kr. )

## Smrti
- Aulus Sempronius Asellio, rimski pretor (ubili ga vjerovnici)
- Lucije Porcije Katon, rimski političar i general, ubijen u bitci kod jezera Fucine
- Marko Emilije Skaur, rimski političar (* 163. pr. Kr.)
- Titus Didius, ubijen u bitci tijekom Savezničkog rata
- Li Guangli, kineski vrhovni general (dinastija Han)

## Vanjske poveznice
|  | Zajednički poslužitelj ima još gradiva o temi 89. pr. Kr. |